# Ole Sohn
Ole Christian Liep Sohn (født 12. september 1954) er en dansk politiker (Socialdemokratiet) og forfatter. Han var formand for Centralkomiteen i Danmarks Kommunistiske Parti 1987-1991. Efter Sovjetunionens sammenbrud, skiftede han i 1992 til Socialistisk Folkeparti, som han fra 1998 og til februar 2014 repræsenterede i Folketinget, til han meldte sig ud af SF og ind i Socialdemokratiet, som han repræsenterede til 18. juni 2015 i tinget. Fra 3. oktober 2011 til 16. oktober 2012 var han Erhvervs- og vækstminister. Sohn meldte 12. oktober 2012, at han stoppede i politik til førstkommende valg, og få dage senere overlod han ministerposten til Annette Vilhelmsen. I forbindelse med SF's udtræden af regeringen i 2014, meldte Sohn sig 4. februar ud af SF og ind hos Socialdemokraterne.

## Baggrund
Ole Sohn er født 12. september 1954 i Torsted ved Horsens som søn af repræsentant Henning Sohn og lærer Grete Sohn.
Han voksede op i Egebjerg, gik i Egebjerg Skole 1960-1970 og på Gedved Seminarium, hf-kursus 1972-1973.
Før tiden på seminariet arbejdede han som arbejdsdreng og skibskok 1970-1972, og efter uddannelsen som jord- og betonarbejder 1973-1976.

## Politisk karriere
Allerede i 8. klasse fandt Sohn sig tilrette i Danmarks Kommunistiske Parti.
Han blev medlem af Centralkomiteen i 1981 og sad der til 1991.
I 1982-1984 var Sohn medlem af Horsens Byråd.

### Formand for Danmarks Kommunistiske Parti
Da DKP-formanden Jørgen Jensen døde i 1987, overtog Ole Sohn formandskabet.
Han var opstillet til Folketinget for Danmarks Kommunistiske Parti i Århus Øst- og Nordkredsene 1987-1989.
I Sovjetunionen var Mikhail Gorbatjov kommet til magten og introducerede begreberne Perestrojka og Glasnost.
Denne fornyelsen slog også igennem i Danmark og medførte dyb splittelse i DKP.
Ole Sohn angav selv at der "på et tidspunkt reelt var tale om to partier".
Om den første tid, hvor Sohn var formand, skriver PET-kommissionen i 6. bind af deres rapport:
| „ | Partiformanden Jørgen Jensens død i 1987 udløste en magtkamp mellem en fløj med den nye formand Ole Sohn i spidsen, der ønskede at forny partiet, og en fløj med gamle partiledere som Ib Nørlund og Poul Emanuel i spidsen, der modsatte sig forandringer. I begyndelsen af 1988 konstaterede PET, at det var tydeligt, at fornyerne havde svært ved at få kontrol med partiet, og at de gamle ledere fortsat sad og trak i trådene. | “ |

Om Sohns sidste tid i DKP skriver PET-kommissionen:
| „ | På partiets sidste kongres i 1991 vedtog de tilbageblivende at fortsætte deres politiske arbejde i Enhedslisten, men flertallet i centralkomitéen med Ole Sohn i spidsen havde set, hvor det bar hen og genopstillede ikke. | “ |

Angiveligt fortrød Sohn sin tid i DKP og kaldte det en fejl.
I sit opgør nævnte han at DKP stod for en anti-demokratisk ideologi, havde forbindelse til østeuropæiske undertrykkende regimer og modtog penge fra Moskva. To andre højt placerede DKP-medlemmer Bjørn Grøn og Ole Sørensen bekræftede, at DKP modtog penge fra Moskva.

### Enhedslisten
Ole Sohn var opstillet for Enhedslisten i Glostrup- og Rødovrekredsene 1989-1991.
I 1991 blev han også medlem af forretningsudvalget for Folkebevægelsen mod EF hvor han sad frem til 1992.

### Socialistisk Folkeparti
I 1992 blev Sohn opstillet for Socialistisk Folkeparti i Slagelse- og Korsørkredsene.
Han blev midlertidig folketingsmedlem i Vestsjællands Amtskreds fra 6. oktober 1994 til 22. oktober 1994 og igen fra 28. november 1997 til 15. december 1997.
Endelige den 11. marts 1998 blev han Folketingsmedlem i Vestsjællands Amtskreds og fra den 13. november 2007 i Sjællands Storkreds.
I Folketinget har været han medlem af Finansudvalget 2004-2011, Det Politisk-Økonomiske Udvalg 2004-2011 og Udvalget for Forretningsordenen 2004-2011 og stedfortræder i Kulturudvalget 2006-2011 og Arbejdsmarkedsudvalget 2007-2009.
Efter Folketingsvalget 2011 blev han den 3. oktober 2011 Erhvervs- og vækstminister.
Sohn var den eneste ufaglærte fra SF, der blev valgt ved Folketingsvalget.
I sin ministertid nedsatte han Rangvid-udvalget, der fik til opgave at analysere årsagerne til finanskrisen og komme med en vurdering af effekten af de tiltag, der blev taget i krisens kølvand.
I oktober 2012 meddelte han at han ville stoppe i politik ved næste valg,
og få dage senere overlod han ministerposten til SF's tidligere erhvervsordfører og nye formand Annette Vilhelmsen.
I sin tale ved overdragelsen sagde Vilhelmsen, at Sohn havde fået "anerkendelse" og "et rigtig fint skudsmål" fra erhvervslivet, og departementschefen Michael Dithmer fremhævede Sohns sociale engagement i ministeriet og for at være "god til at lytte".
Efter sin tid som minister har han talt for at øge Danmarks konkurrenceevne ved at skabe plads til at sænke lønnen, frem for at undgå at arbejdspladser rykker til udlandet.
I februar 2014 meddelte Ole Sohn, at han skiftede parti til Socialdemokraterne.
Det skete, efter at også tidligere sundhedsminister Astrid Krag og Ida Auken havde forladt SF.

## Forfatter og forlægger
Sideløbende med sin politiske karriere har Sohn fra 1991 arbejdet som forfatter, foredragsholder, konsulent og
siden 2004 også som forlægger.
Han har skrevet en række bøger om fortrinsvis sociale og biografiske emner, blandt andet om Arne Munch-Petersen.
Sohns Munch-Petersen biografi blev forlæg for Tómas Gislasons prisbelønnede dokumentarfilm Den højeste straf fra 2000.
I filmen medvirker Ole Sohn i en central rolle.
De drog mod øst er en gennemillustreret bog om danske udvandrere til Det Russiske Kejserrige.
- Et land af iskagesælgere? – noget om virksomhedslukninger og kapitalflugt, 1988
- Fra Folketinget til celle 290 – Arne Munch-Petersens skæbne, 1992
- Et liv i kamp og kærlighed, 1993
- Der var bud efter dem – fire skæbneberetninger fra 30'ernes revolutionære miljø, 1994
- Gartner i 100 år, 1994
- Her kommer fra dybet den mørke armé – fra tyende til specialarbejder, 1995
- Den højeste straf: en B&W-arbejders liv og skæbne – fra Amager til Stalingrad, 1996
- Frihedens port (roman), 1999
- Vanviddets logik – familien Rachlin og andre skæbner under Stalins regime, 2001
- De drog mod øst – danskeres udvandring til Rusland og Sibirien 1864 til 1919, 2002
- I kamp og kærlighed - Elna Hiort-Lorenzens dramatiske liv, 2002
- Jeg kommer snart hjem – en beretning om en dansk udvandrerfamilies dramatiske tilværelse, 2005
- Gustaf Munch-Petersen – og den spanske borgerkrig, 2007

Sohns andel af bibliotekspengene har siden 2007 været lidt over 30.000 kroner årligt.
Som forlægger arbejdede han gennem Forlaget Sohn der fra 2004 til 2013 udgav både skønlitterære og faglitterære bøger.
Forlaget har blandt andet introduceret Javier Cercas, Leonardo Padura, Anne Chaplet og Jan Costin Wagner; det udgav også bøger af Pablo Neruda, Graham Greene og John Steinbeck samt krimiforfatterene Monica Kristensen og Merete Junker. En usædvanlig udgivelse fra 2012 var den tidligere chef for Politiets Efterretningstjeneste Ole Stig Andersens erindringer.
I december 2013 meddelte Ole Sohn, at hans forlag ville blive overtaget af Lindhardt og Ringhof pga.behov for digitalisering.
Omsætningen havde da ligget på 4 til 6 millioner kroner om året.

## Tillidshverv
Sohn var talsmand for hf-kursisterne Gedved Seminarium 1972-1973 og landstalsmand ved Fredericia Kaserne 1976.
Han har været aktiv i fagbevægelsen og var medlem af bestyrelsen for SiD-Horsens fra 1974 til 1987, formand der 1977-1987, forretningsudvalgsmedlem i Fællesorganisationen i Horsens 1979-85 og 1986-87 samt endelig medlem af SiD's hovedbestyrelse 1981-1987.
Sohn har været i bestyrelserne for Arbejdermuseet (siden 2004) og Arbejdsmændenes Kulturfond (siden 2006).

## Hæderspriser
Har modtaget Lyngsie-prisen, som uddeles af Arbejdsmændenes Kulturfond i Horsens, 1991

## Kontroverser

### Støtte til DDR
Ole Sohn deltog som formand for Danmarks Kommunistiske Parti i hyldesten af DDR's 40-årsdag den 7. oktober 1989.
Ole Sohn er fra flere sider blevet kritiseret for sin deltagelse i paraden, eftersom han ifølge kritikerne på denne måde måtte siges at bifalde de omfattende krænkelser af menneskerettighederne, som det østtyske diktatur udførte på bl.a. politiske modstandere.
Fra anden side bemærkes ofte, at den sovjetiske reformkommunistiske leder Mikhail Gorbatjov også deltog i DDR-paraden. Gorbatjov blev af mange oppositionelle i DDR set og hyldet som et håb om forandring, og det er almindeligt anerkendt, at Gorbatjovs politiske linje muliggjorde Murens fald.[kilde mangler] I DKP støttede Ole Sohn Gorbatjovs reformpolitik i modsætning til DKP’s konservative fløj.
I et brev til Erich Honecker få uger inden DDR's fald skrev Ole Sohn, at den østtyske socialisme er til "stor inspiration" og Sohn takker DDR for at have "udgjort en afgørende faktor for fred, sikkerhed og afspænding i Europa".
Også efter Berlinmurens fald kommunikerede han med DDR. I et telegram sendt den 15. november fra DDR's ambassade i København refererede ambassadøren Sohn for at sige: "udviklingen i Ungarn og Polen havde skabt både dyb bestyrtelse og til en vis grad politisk forvirring i DKP" og "Et stærkt socialistisk DDR vil derfor have endnu større betydning for kommunistpartiets arbejde".
Sohn har senere afvist ambassadørens referat med "Jeg hilste udviklingen i DDR velkommen og kan ikke forestille mig, at jeg har sagt det om Ungarn og Polen, for det strider mod, hvad jeg sagde offentligt senere i 1989, da jeg var blevet afsat som DKP-formand ved et kup."

### Støtte fra Moskva:Moskvaguldet
Danmarks Kommunistiske Parti modtog økonomisk støtte fra Moskva. Det var velkendt, at Sovjetunionen ydede støtte til kommunistiske partier i hele verden, der i en vis forstand blev opfattet som afdelinger af det russiske kommunistparti, hvis de var Moskva-loyale, som DKP var det i Danmark. Men kun meget få mennesker kendte det præcise omfang af støtten.
Således kendte kun hovedkasserer, forretningsfører, formand og revisor regnskabets detaljer.
Hvor meget og hvornår Ole Sohn kendte til denne støtte og hvordan han forholdt sig til den, har været et omdiskuteret.
Støtten til DKP er hovedsageligt kommet ad to veje:
1. Gennem overfakturering, særligt til DKP's trykkeri Terpo Tryk
2. Gennem "sorte" kontante tilskud

Derudover modtog Terpo Tryk en trykpresse til favørpris, og der var støtte i forbindelse med rejser.
Om den "sorte" støtte har forekommet i Ole Sohns tid som formand er uklart.
Selv har han flere gange afvist dette.

#### Overfakturering
Terpo Tryk udførte ordrer fra Sovjet til overpris, og Ole Sohn var aktiv i denne støtte.
Således rejste han i lighed med de tidligere formænd for DKP Knud Jespersen og Jørgen Jensen til Moskva, hvis pengene til trykkeriet udeblev.
Ole Sohn har selv fortalt i 1992 til Ekstra Bladet, at han rejste til Moskva, og i 2001 forklarede han til Weekendavisen: "I 1989 var jeg i en situation, hvor jeg i skarpe vendinger gjorde russerne opmærksom på, at de skulle betale til Terpo Tryk."
Blandt ordrene som Terpo Tryk modtog var trykningen af Glasnost, et lille magasin der udkom i 1989.
Da magasinet ønskede at vælge et billigere trykkeri, modsatte Ole Sohn sig dette, ifølge chefredaktøren for Glasnost.
I Ole Sohns tid i 1990 blev der tegnet eksportgaranti på to millioner kroner gennem Eksportkreditfonden, og ifølge
en kilde skal en del af kreditten være betalt til Eksskolens Trykkeri, der trykte magasinet Glasnost for Terpo Tryk.
Hvis eksportgarantien var baseret på overpris kan loven være brudt.
Ole Sohn sad dog ikke i ledelsen af Terpo Tryk og udtalte, at han ingen konkret viden havde om trykkeriets eksportgarantier.
Ole Sohn har flere gange udtalte sig om denne støtte, således i november 1991, da Ekstra Bladet havde skrevet om sagen, udtalte han: "Ja, Ekstra Bladet havde ret, da I onsdag skrev, at DKP fik støtte fra Sovjet via overpriser til vores trykkeri Terpo Tryk".
Igen i 2010 vedgik Ole Sohn støtten med "Det er åbenlyst, at der kom penge ind. Ellers kunne Land & Folk og Terpo Tryk ikke eksistere" og kaldte det en "fuldstændigt vanvittig situation".
Om beløbets størrelse udtalte Ole Sohn den 25. april 1992 i Ekstra Bladet:
| „ | Det er ingen hemmelighed, at DKP fik økonomisk støtte fra Moskva. Nogen gange var det cirka 15 millioner om året. Beløbet på de otte millioner kunne muligvis være overbetaling for de kontrakter, som Sovjetunionen havde med Terpo Tryk og Land og Folk. Men det var ikke mig, der modtog pengene. | “ |

Partistøtte var ikke ulovlig. Men den sovjetiske pengestrøm understregede DKP's afhængighed af Moskva, der igennem hele DKP's historie gav en strøm af ordrer til partiledelsen i København.
Da Ole Sohn fik flertallet i centralkomiteen i januar 1990 påbegyndte han, ifølge hans egen udlægning, en oprydning af DKP. Han udtalte i 2010: "Jeg har brugt fire år af mit liv på at rydde op i råddenskaben i DKP og forny partiets program,"
og til DR Nyheder sagde Ole Sohn i 17. oktober 2011:
| „ | Da jeg så konstaterede den råddenskab, der var i DKP's økonomi, satte jeg folk til omgående at lukke ned for trykkeri, avis og selve Land og Folks hus. Dengang jeg blev opmærksom på og fik mulighed for at gøre op med den fortid, gjorde jeg det fra dag et. | “ |

Udtalelse om "dag et" var kontroversiel.
I 2011 måtte Sohn således indrømme at han havde været "upræcis" i udtalelsen, da afviklingen havde taget adskillige måneder.
Ifølge Sohn selv var det af hensyn til medarbejderne.
I 1990 rejste han således stadig til Moskva for at gøre dem opmærksom på at de skulle betale regningerne til Terpo Tryk.
Ved en rejse i foråret 1990 skulle personer i det sovjetiske kommunist, ifølge flere kilder, have forsøgt at få Ole Sohn til at udbetale returkommission for at få tilgodehavendet til Terpo Tryk.
Ifølge Morten Thing fortsatte DKP med at modtage penge indtil russeren stoppede udbetalingerne i 1991.

#### "Sort" støtte
KGB-chefen i København Mikhail Lubimov udtalte i 1991, at han frem til 1980 betalte kontant støtte til Knud Jespersen og Jørgen Jensen.
Kontanterne blev udbetalt ved natlige møder i Hareskoven og senere på den sovjetiske ambassade,
og Ljubimov nævner beløbet 300.000 amerikanske dollars per år.
Sohn har sagt at i hans tid som formand var støtten altid givet gennem Terpo Tryks overfakturering,
og gentagende gange afvist at have modtaget "sorte penge" fra Sovjetunionen.
Et af de uklare elementer er dog et dokument fra arkiver i Moskva med oversigt over betalinger fra Internationale Afdeling.
Oversigten angiver at der fra 1978 til 1987 sker udbetalinger til "Jensen" (formanden Jørgen Jensen), i 1987 en gang til "Bidstrup" (tegneren Herluf Bidstrup) og fra 1987 til 1989 ved syv lejligheder til "O. Son" (formanden Ole Sohn).
Det drejer sig sammenlagt om 5,2 millioner kroner.
Om eller hvordan disse 5,2 millioner kroner blev kanaliseret ind i DKP er uklart og Morten Thing skriver således "Om Terpo var den vej, som blev brugt for de beløb, vi finder på udbetalingslisterne er imidlertid uvist."
I 2011 stod KGB's chef i Danmark fra 1984 til 1992, Nikolaj Sjatskikh, frem og påstod, at DKP modtog penge til kort før Sovjetunionen brød sammen i 1991.
Sjatskikh sagde at "Pengene kunne kun gå til formanden eller én, som han havde givet fuldmagt".
Sjatskikh erindrede dog ikke præcis Ole Sohn og Ole Sohn mindedes ikke at have mødt Sjatskikh.

#### Diskussion i medierne
I november 1991 skrev Ekstra Bladet om støtten fra Sovjet.
I Danmark skrev Morten Thing artiklen DKP og det røde guld i Dagbladet Information i 1995. Things 1995-artikel medførte at "Ole Sohn valgte at lægge enkelte af kortene på bordet",
men dengang førte sagen ikke til større debat.
Bogen Guldet fra Moskva udkom i 2001 på baggrund af de sovjetiske arkiver og der var da også omtale i medierne af Sohn's Moskva-støtte.
Men det var først omkring Folketingsvalget 2011, da Ole Sohn var på vej til at blive minister, at sagen for alvor blussede op igen.
Ole Sohn blev kritiserede både fra den borgerlige opposition og fra sine gamle kollegaer for ikke at være tilstrækkelig åben i sagen.
Således skrev den sidste redaktør for Land og Folk Frede Jakobsen i november 2011:
| „ | For helvede da, Ole Sohn. Tag dig nu sammen. Det handler jo ikke om, om du fik penge fra USSR, mens du var formand for DKP. Det handler ikke om, om DKP fik. Og det ved enhver, at partiet fik. Det handler om, at du lyver, snakker udenom eller siger ingenting. Læg nu kortene på bordet: Selvfølgelig vidste du besked. Med venlig hilsen fra Land & Folks sidste chefredaktør - moi... | “ |

Hans Kloster, kasserer for DKP 1989-1990, udtalte også i november 2011:
| „ | Jeg bliver oprørt over, at Ole Sohn afviser at udtale sig og lægge kortene på bordet. Ole Sohn har enten personligt eller ved fuldmagt til andre forsøgt at hive flest mulige ordrer hjem til Terpo Tryk og derigennem penge til DKP | “ |

Et år før Sohn blev minister havde David Rehling skrevet:
| „ | Hvis man - som Ole Sohn - har appetit på en ministerpost med stort økonomiansvar, er det af en vis betydning, at man kan godtgøre, at man har kunnet gennemskue og håndtere de millionstrømme, der i tidligere tillidshverv er flydt omkring én. | “ |

Til svar på kritikken skrev Sohn en kronik i Berlingske i december 2011 med titlen DKP-tiden var en fejl.
Den megen diskussion i medierne om Sohns DKP-fortid blev opstillet som forklaring på at han var den mindst populære minister i regeringen ved en meningsmåling i december 2011.